# À nos amis
À nos amis est un essai politique, publié aux éditions La Fabrique en 2014, et rédigé par les auteurs de L'Insurrection qui vient (2007) connus sous le nom de Comité invisible. 

## Auteurs et contexte
Le collectif Comité invisible, dont les membres sont anonymes, est l’auteur de ce manifeste politique inspiré de la pensée anarchiste et des mouvements de contestations récents. Ils seraient liés à l'affaire de Tarnac débutée en 2008 concernant des sabotages de différentes lignes de TGV déplorés par la SNCF dans l'Oise, l'Yonne et en Seine et Marne. Même si l'action a été revendiquée le lendemain des faits par un groupe allemand, c'est le « Comité invisible » qui a été accusé d'être responsable de ces actes qualifiés de « terroristes » puisqu'ils seraient en lien, d'après les autorités, avec la communauté de Tarnac.
Devenu une véritable affaire d'État, le Comité invisible a bénéficié d’un impact médiatique très important pour son premier livre, L'Insurrection qui vient, aux éditions La Fabrique. À nos amis, publié en 2014, prolonge les idées du précédent essai.

## Résumé et analyse
L'ouvrage s'articule autour de neufs chapitres suivis d'une courte lettre adressée aux lecteurs en guise de conclusion. L'essai tout entier vise à montrer ce que pourrait être une utopie radicale aujourd’hui. Chacun des neuf chapitres reprend par son titre des slogans apparus sur les murs de villes européennes lors de contestations récentes et constitue donc une étape du raisonnement suivi par les auteurs[réf. nécessaire].
À nos amis est un  pamphlet critique envers la société actuelle, le capitalisme et l'État. Les membres du Comité invisible partent du présupposé que les humains peuvent s'organiser entre eux dans la paix et l'harmonie sans avoir un organe les encadrant (l'État). L'insurrection antigouvernementale est pour eux déjà en marche face à la crise économique mondiale de 2008 : « rarement on aura vu comme ces dernières années, en un laps de temps si ramassé, tant de sièges du pouvoir officiel pris d'assaut, de la Grèce à l'Islande,. »
Le Comité invisible ne voit en l'État qu'un organe manipulateur et mensonger qui cherche à se maintenir en effrayant les masses et en modelant ses désirs. Par exemple il semble clair pour eux, que les gouvernements contrôlent Internet afin de manipuler le peuple comme avec l'« Open Government Initiative » de l’administration Obama. Cette idée est encore reprise à travers l’exemple de Facebook, instrumentalisé à des fins policières ou même Google dont le but est de maintenir l’ordre et la stabilité par une circulation rapide des informations.
Le « Comité Invisible » considère que la société n’existe pas puisqu'elle serait le fruit des gouvernements successifs qui auraient réparti le peuple en catégories de production. Le but étant d’ordonner la population afin que l’État puisse mieux la contrôler. L’État a longtemps pensé qu’il pourrait ordonner ses populations, mais le Comité invisible affirme que l’institution étatique a admis à demi-mot que la société n’existait pas compte tenu de la mondialisation où « toutes les métropoles tiss[ent] un monde dans lequel ce qui compte est la mobilité et non plus l’attachement à un lieu ». Les gouvernements alors, afin de maintenir le contrôle, continuent de faire miroiter au peuple que cette société existe toujours.
La solution est la révolution. Les membres du collectif pensent qu’elle doit s’assurer le blocus des moyens d’approvisionnements que ce soit l’approvisionnement électrique ou encore vivrier. Mais ils imaginent aussi une suite : des communautés autonomes et interdépendantes, dans la tradition anarchiste. Il s’agirait de rassemblements de personnes qui en ont le désir, tous liés par un serment de solidarité, membres qui vivraient heureux, ensemble, dans l’autogestion et l’échange avec des communautés extérieures.

## Portée
Cette œuvre a été traduite en huit langues sur quatre continents ; volonté de diffusion internationale de la part du Comité invisible. Lors de la sortie de ce manifeste, la presse l'évoque et le présente en tant que suite indéniable de L'Insurrection qui vient. Des sites spécialisés comme Lundi matin, O.R.S.E., Période ou 68 mai se font écho des idées développées par Comité invisible.
Portée d'À nos amis à travers divers interviews et événements :
- Le 22 décembre 2014, Éric Hazan parle du contenu du livre et de sa position très favorable à la pensée du Comité invisible[26].
- La salle Raymond Aron à l'École Normale Supérieure a été occupée du 14 janvier au 30 janvier 2015 à la suite d'un débat organisé entre les étudiants autour de cet ouvrage. Il ne devait durer qu'une journée mais plus de 200 personnes se sont réunies pendant 15 jours pour débattre et échanger sur ce phénomène médiatique[27].
- Le Comité invisible a fait une interview pour le journal allemand Die Zeit afin de faire la promotion de cette œuvre[28]. Cette interview est chère au cœur de leurs partisans puisque le Comité invisible n'était jamais apparu publiquement[29].

### Détournement
En 2016, un pamphlet anarchiste anonyme de réponse intitulé À nos clients est publié par Qu'est ce que tu fabriques ? Éditions.